# هینیتسه (ناحیه لیبرتس)
هینیتسه (به چکی: Hejnice) یک منطقهٔ مسکونی در جمهوری چک است که در ناحیه لیبرتس واقع شده‌است. هینیتسه ۲٬۷۳۵ نفر جمعیت دارد.